# Myristica neglecta
Myristica neglecta är en tvåhjärtbladig växtart som beskrevs av Otto Warburg. Myristica neglecta ingår i släktet Myristica och familjen Myristicaceae. Inga underarter finns listade i Catalogue of Life.